# Volcán Reclus
El volcán Reclus es un estratovolcán del tipo cono de escoria, de 1 321 m s. n. m., localizado al sur de Chile.
Está ubicado en el campo de hielo Patagónico Sur, en la Región de Magallanes y de la Antártica Chilena. Su cráter, de alrededor de 1 km de diámetro, se encuentra desgastado por la acción del Glaciar Amalia y otros glaciares de la zona.
Hasta el año 1987 era habitualmente confundido con el Cerro Mano del Diablo; en este último año se pudo determinar su ubicación exacta.

## Geografía y geología
El volcán Reclus es un cono piroclástico de 1 321 m de altura, que presenta un cráter en la cima de aproximadamente 1 km de ancho. Visto desde arriba, el volcán tiene forma ovalada: el extremo puntiagudo apunta hacia el oeste y consta de restos de rocas dacíticas de edad pre- o interglaciar de 150 a 200 m de espesor. El resto del volcán consta de un afloramiento de unos 2000 m de ancho de material piroclástico de color marrón rojizo violáceo, parcialmente cubierto por nieve. Los rastros de erosión glaciar no están muy extendidos en el edificio, pero un patrón radial de cárcavas erosivas se superpone al volcán. En 2019, se produjo en su flanco noreste un corrimiento de tierra que se propagó por debajo del glaciar Amalia. La lava y los piroclásticos son sus principales emisiones.
El volcán se eleva dentro del circo del glaciar Amalia, el cual erosiona activamente al volcán Reclus.El retroceso del glaciar en la década de 1980 dejó expuesta parte del volcán. El Campo de Hielo Patagónico Sur y la Cordillera Sarmiento se encuentran en las cercanías del Reclus, mientras que las Torres del Paine están a unos 30 km al este del volcán.
El volcán fue confundido inicialmente con el Cerro Mano del Diablo, una montaña ubicada al suroeste de Reclus y formada por rocas sedimentarias; recién en 1987 se descubrió la verdadera ubicación del volcán. Este volcán, al igual que otros volcanes de la Zona Volcánica Austral, no está monitoreado y se encuentra a una distancia considerable de centros poblados. Esta lejanía de los volcanes de la región y las condiciones climáticas frecuentemente hostiles a menudo dificultan la identificación de los volcanes y su ubicación precisa.
El Reclus es parte de la Zona Volcánica Austral, un cinturón de volcanes en el extremo más austral de América del Sur que incluye seis volcanes: de norte a sur, Lautaro, Viedma, Aguilera, Reclus, Monte Burney y Fueguino. Estos volcanes no son muy altos, rara vez superan los 3000 m. Con excepción del último, todos son estratovolcanes con glaciares y evidencia de actividad en el Holoceno; el Lautaro entró en erupción en 1959. La actividad en la Zona Volcánica Austral ha dado como resultado la deposición generalizada de tefra en el extremo sur de Sudamérica.Todos ellos han erupcionado exclusivamente andesita o dacita; los basaltos o la andesita basáltica están ausentes en contraste con la Zona Volcánica Austral más al norte. Estas rocas en el caso de la Zona Volcánica Austral son todas de carácter adakítico, pero no parece haber una razón unificadora para esta química entre los diversos volcanes.
Los volcanes Aguilera, Reclus y Burney están edificados a lo largo del margen oriental del Batolito Patagónico. También forman parte del zócalo rocas metamórficas y sedimentarias de la era Paleozoica-Mesozoica. El terreno que rodea al Reclus está modelado por las formaciones volcanosedimentarias El Quemado y Zapata.

### Petrología
La masa basal de las rocas del Reclus tiene una composición que va de dacita a riolita y contiene fenocristales de anfíbol, hornblenda, ortopiroxeno y plagioclasa. La plagioclasa y el cuarzo también forman xenocristales. Los magmas de Reclus parecen formarse a partir de losas fundidas que interactuaron con el manto.

## Historial eruptivo
El volcán Reclus, junto con el Aguilera, el Hudson y el monte Burney, ha sido una fuente importante de tefra para las regiones de Tierra del Fuego y la Patagonia. Las capas de tefra descubiertas en Potrok Aike en la provincia argentina de Santa Fe (que datan de hace 63.200 años y de hace 44.000–51.000 años) pueden provenir de Reclus. Sin embargo, el contenido de potasio de la tefra posterior parece correlacionarse más con el Lautaro o el Viedma. En general, es difícil distinguir las tefras de Reclus de las de Aguilera, Lautaro o Viedma.
Una gran erupción, de nominada como R1, ocurrió al final del Último Máximo Glacial en el Reclus. De acuerdo a su datación por radiocarbono, ocurrió entre 12,640 ± 260 años atrás,arrojó un total de más de 5 km cúbicos de tefra y habría tenido un índice de explosividad volcánica de 6, lo que lo convertiría en una de las mayores erupciones de la Zona Volcánica Asutral, por sobre eventos modernos como la erupción del Hudson en 1991 y posiblemente la del Quizapú en 1932.
Poco después de la erupción R1,  hace 15.700 años, una erupción depositó la primera tefra postglacial del Reclus en la laguna Potrok Aike. Doce mil años antes del presente, se produjo una gran erupción que depositó cenizas sobre el glaciar Grey y el glaciar Tyndall del Campo de Hielo Patagónico Sur. Las cenizas cayeron hasta el estrecho de Magallanes, incluida la zona de Bahía Inútil, en la isla Grande de Tierra del Fuego. La fecha de la erupción se ha limitado con la datación por radiocarbono a 12.010 ± 55 años antes del presente.
En 1879, los marineros del HMS Alert observaron una erupción volcánica en un campo de hielo por la cual bautizaron al volcán Reclus en honor al geógrafo francés Élisée Reclus,pero el Programa de Vulcanismo Global indica que una erupción anterior ocurrió en 1869. El volcán apareció cartografiado por primera vez en la edición de 1922 del mapa West Coast of South América from Magellan Strait to Valparaíso. Leyendas del pueblo tehuelche sobde un «humo negro» en la región pueden también referirse a la actividad volcánica del Reclus.
La última erupción registrada del Reclus fue en 1908, pero reportes de la prensa local en las décadas de 1980 y 1990 vincularon la ocurrencia de terremotos a actividad volcánica en el Reclus y el Burney. Se observó actividad sísmica en Reclus en  1998, 2003 and 2020. Se reportaron posibles fenómenos eruptivos en 2008 en forma de deposición de tefra y grietas en los glaciares, y se produjo un deslizamiento de tierra en su lado norte en 2017. En 2015, el Servicio Nacional de Geología y Minería de Chile anunció que instalaría un sistema de vigilancia experimental en el Reclus y en 2020 fue clasificado como un volcán «tipo III», es decir, un volcán de alto riesgo.